# Thomas Griffith Taylor

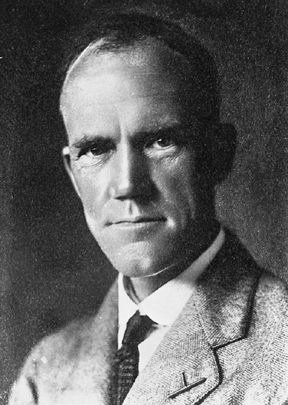
Thomas Griffith Taylor (1936)

Thomas Griffith „Grif“ Taylor (* 1. Dezember 1880 in Walthamstow, England; † 5. November 1963 in Sydney, Australien) war ein australischer Geologe, Geograph, Anthropologe und Polarforscher. Bekannt ist er insbesondere durch seine Teilnahme an der Terra-Nova-Expedition (1910–1913) des britischen Polarforschers Robert Falcon Scott.

## Leben
Taylor kam als einer von zwei Söhnen und einer Tochter des Metallurgen James Taylor (1849–1927) und dessen Frau Lily Agnes (geborene Griffiths, 1856–unbekannt) in Walthamstow nordöstlich von London zur Welt. Als Taylor noch ein Kleinkind war, zog die Familie nach Serbien, wo Taylors Vater als Verwalter einer Kupfermine tätig war. 1884 kehrte die Familie nach England zurück, bevor sie 1893 nach Australien auswanderte. Dort studierte Taylor Geologie an der University of Sydney, wo Tannatt William Edgeworth David sein Dozent und Förderer war. 
Nach seinem Universitätsabschluss war Taylor für das Bureau of Meteorology tätig, dessen bezahlter Stellvertreter er bei der Antarktisexpedition unter Robert Falcon Scott wurde. Bei dieser Forschungsreise leitete Taylor die sogenannte Westgruppe, die in zwei Exkursionen von Januar bis März 1911 sowie von November 1911 bis Februar 1912 im Viktorialand geologische Untersuchungen im Gebiet der Antarktischen Trockentäler durchführte.
Taylors wissenschaftliche Errungenschaften bei der Antarktisreise verschafften ihm eine Promotion der University of Sydney. Er wurde Fellow der Royal Geographical Society und 1921 Extraordinarius der University of Sydney im Fachbereich Geographie, dessen Gründungsdirektor er war. Taylor vertrat für seine Zeit moderne und nach heutiger Kenntnis wissenschaftlich korrekte Ansichten zur Evolution des Menschen, die der damals populären Auffassung einer „Weißen Vorherrschaft“ widersprachen und seiner weiteren Karriere schadeten. Taylor entzog sich den ihm entgegengebrachten Anfeindungen, indem er Australien verließ und 1929 eine Professur für Geographie an der University of Chicago annahm. 1936 wechselte er an die University of Toronto, an der er bis zu seiner Emeritierung im Jahr 1951 tätig war. Von 1941 bis 1942 war er Präsident der American Association of Geographers. Außerdem war er seit 1942 Mitglied der Royal Society of Canada und, als einziger Geograph, seit 1954 der Australian Academy of Science. Die University of Sydney verlieh ihm 1959 die Ehrendoktorwürde.
Taylor kehrte nach seiner Emeritierung nach Australien zurück und starb im November 1963 in Manly, einem Vorort von Sydney. Er hinterließ seine Frau Doris Marjorie (geborene Priestley, 1895–1965), die Schwester von Raymond Priestley, mit der er seit dem 8. Juli 1914 verheiratet war. Nach Taylor sind in der Antarktis mehrere geographische Objekte benannt. Dazu gehören der Taylor Dome, das Taylor Valley, der Taylor-Gletscher im Viktorialand und der Taylor-Gletscher im Mac-Robertson-Land.